# Jim McKenzie (hockey sur glace, 1969)
Pour les articles homonymes, voir Jim McKenzie.
Jim McKenzie (né le 3 novembre 1969 à Gull Lake dans la province de Saskatchewan au Canada) est un joueur professionnel retraité canadien de hockey sur glace. Il évoluait au poste d'ailier gauche.

## Biographie
McKenzie a joué au niveau junior dans la Ligue de hockey de l'Ouest avec les Warriors de Moose Jaw puis les Cougars de Victoria. Au terme de sa quatrième saison junior, il est choisi par les Whalers de Hartford au 73e rang du repêchage d'entrée dans la LNH 1989. Il passe professionnel en 1989-1990 avec le club-école de Hartford, les Whalers de Binghamton dans la Ligue américaine de hockey, et joue ses premiers matchs dans la LNH avec Hartford vers la fin de la saison.
Au cours de sa carrière, il a joué 880 matchs de saison régulière et 51 matchs de séries éliminatoires et a porté le chandail de neuf équipes différentes dans la LNH. Il a réalisé un total de 100 points (48 buts, 52 aides) en plus d'accumuler 1 739 minutes de pénalité. Il a également remporté la Coupe Stanley avec les Devils du New Jersey en 2003.

## Statistiques
| Saison     | Équipe                 | Ligue      |     | Saison régulière | Saison régulière | Saison régulière | Saison régulière | Saison régulière |   | Séries éliminatoires | Séries éliminatoires | Séries éliminatoires | Séries éliminatoires | Séries éliminatoires |
| Saison     | Équipe                 | Ligue      | PJ  | B                | A                | Pts              | Pun              | PJ               | B | A                    | Pts                  | Pun                  |                      |                      |
| 1985-1986  | Warriors de Moose Jaw  | LHOu       | 3   | 0                | 2                | 2                | 0                | -                | - | -                    | -                    | -                    |                      |                      |
| 1986-1987  | Warriors de Moose Jaw  | LHOu       | 65  | 5                | 3                | 8                | 125              | 9                | 0 | 0                    | 0                    | 7                    |                      |                      |
| 1987-1988  | Warriors de Moose Jaw  | LHOu       | 62  | 1                | 17               | 18               | 134              | -                | - | -                    | -                    | -                    |                      |                      |
| 1988-1989  | Cougars de Victoria    | LHOu       | 67  | 15               | 27               | 42               | 176              | 8                | 1 | 4                    | 5                    | 30                   |                      |                      |
| 1989-1990  | Whalers de Binghamton  | LAH        | 56  | 4                | 12               | 16               | 149              | -                | - | -                    | -                    | -                    |                      |                      |
| 1989-1990  | Whalers de Hartford    | LNH        | 5   | 0                | 0                | 0                | 4                | -                | - | -                    | -                    | -                    |                      |                      |
| 1990-1991  | Whalers de Hartford    | LNH        | 41  | 4                | 3                | 7                | 108              | 6                | 0 | 0                    | 0                    | 8                    |                      |                      |
| 1990-1991  | Indians de Springfield | LAH        | 24  | 3                | 4                | 7                | 102              | -                | - | -                    | -                    | -                    |                      |                      |
| 1991-1992  | Whalers de Hartford    | LNH        | 67  | 5                | 1                | 6                | 87               | -                | - | -                    | -                    | -                    |                      |                      |
| 1992-1993  | Whalers de Hartford    | LNH        | 64  | 3                | 6                | 9                | 202              | -                | - | -                    | -                    | -                    |                      |                      |
| 1993-1994  | Whalers de Hartford    | LNH        | 26  | 1                | 2                | 3                | 67               | -                | - | -                    | -                    | -                    |                      |                      |
| 1993-1994  | Stars de Dallas        | LNH        | 34  | 2                | 3                | 5                | 63               | -                | - | -                    | -                    | -                    |                      |                      |
| 1993-1994  | Penguins de Pittsburgh | LNH        | 11  | 0                | 0                | 0                | 16               | 3                | 0 | 0                    | 0                    | 0                    |                      |                      |
| 1994-1995  | Penguins de Pittsburgh | LNH        | 39  | 2                | 1                | 3                | 63               | 5                | 0 | 0                    | 0                    | 4                    |                      |                      |
| 1995-1996  | Jets de Winnipeg       | LNH        | 73  | 4                | 2                | 6                | 202              | 1                | 0 | 0                    | 0                    | 2                    |                      |                      |
| 1996-1997  | Coyotes de Phoenix     | LNH        | 65  | 5                | 3                | 8                | 200              | 7                | 0 | 0                    | 0                    | 2                    |                      |                      |
| 1997-1998  | Coyotes de Phoenix     | LNH        | 64  | 3                | 4                | 7                | 146              | 1                | 0 | 0                    | 0                    | 0                    |                      |                      |
| 1998-1999  | Mighty Ducks d'Anaheim | LNH        | 73  | 5                | 4                | 9                | 99               | 4                | 0 | 0                    | 0                    | 4                    |                      |                      |
| 1999-2000  | Mighty Ducks d'Anaheim | LNH        | 31  | 3                | 3                | 6                | 48               | -                | - | -                    | -                    | -                    |                      |                      |
| 1999-2000  | Capitals de Washington | LNH        | 30  | 1                | 2                | 3                | 16               | 1                | 0 | 0                    | 0                    | 0                    |                      |                      |
| 2000-2001  | Devils du New Jersey   | LNH        | 53  | 2                | 2                | 4                | 119              | 3                | 0 | 0                    | 0                    | 2                    |                      |                      |
| 2001-2002  | Devils du New Jersey   | LNH        | 67  | 3                | 5                | 8                | 123              | 6                | 0 | 0                    | 0                    | 2                    |                      |                      |
| 2002-2003  | Devils du New Jersey   | LNH        | 76  | 4                | 8                | 12               | 88               | 13               | 0 | 0                    | 0                    | 14                   |                      |                      |
| 2003-2004  | Predators de Nashville | LNH        | 61  | 1                | 3                | 4                | 88               | 1                | 0 | 0                    | 0                    | 0                    |                      |                      |
| Totaux LNH | Totaux LNH             | Totaux LNH | 880 | 48               | 52               | 100              | 1 739            | 51               | 0 | 0                    | 0                    | 38                   |                      |                      |

## Transactions en carrière
- Repêchage 1989 : repêché par les Whalers de Hartford au 4e tour, 73e rang au total.
- 16 décembre 1993 : échangé par les Whalers aux Panthers de la Floride contre Oleksandr Hodyniouk.
- 16 décembre 1993 : échangé par les Panthers aux Stars de Dallas contre un choix de quatrième tour au repêchage de 1995 (échangé plus tard aux Sénateurs d'Ottawa qui repêcheront Kevin Bolibruck)
- 21 mars 1994 : échangé par les Stars aux Penguins de Pittsburgh contre Mike Needham.
- 2 août 1995 : signe en tant qu'agent libre avec les Islanders de New York.
- 2 octobre 1995 : placé au ballotage par les Islanders et réclamé par les Jets de Winnipeg.
- 1er juillet 1996 : ses droits sont transférés de Winnipeg à Phoenix, en même temps que la franchise.
- 18 juin 1998 : échangé par les Coyotes aux Mighty Ducks d'Anaheim contre Jean-François Jomphe
- 20 janvier 2000 : placé au ballotage par les Mighty Ducks et réclamé par les Capitals de Washington.
- 3 juillet 2000 : signe en tant qu'agent libre avec les Devils du New Jersey.
- 22 juillet 2003 : signe en tant qu'agent libre avec les Predators de Nashville.